# Bruine langstaartkoekoek
De bruine langstaartkoekoek (Cercococcyx olivinus) is een vogel uit de familie Cuculidae (koekoeken).

## Verspreiding en leefgebied
Deze soort komt voor van Guinee tot Oeganda en oostelijk Congo-Kinshasa, Gabon, Angola en Zambia.